# Cementiri de Monistrol
El Cementiri de Monistrol és una obra de Sant Sadurní d'Anoia (Alt Penedès) inclosa a l'Inventari del Patrimoni Arquitectònic de Catalunya.

## Descripció
Cementiri situat al veïnat de Monistrol d'Anoia. És de planta rectangular i consta d'una tanca que rodeja tot el perímetre amb diferents cossos adossats escalonats a les parets laterals que s'adapten al desnivell del terreny amb cobertes planes o d'una vessant. L'entrada principal es troba a la façana de llevant i sobresurt lleugerament del plom del mur amb un arc de mig punt a sardinell i brancals de maó. Al costat oposat hi ha una estructura, a manera de porxo, amb coberta a doble vessant i cornisa sostinguda per columnes amb un òcul al capcer. Els diferents cossos de les parets laterals tenen a l'interior les fileres de nínxols. L'obra és arrebossada i pintada de blanc. A l'interior del recinte hi ha arbratge.